# María de Trebisonda
María de Trebisonda (en griego: Μαρία Μεγάλη Κομνηνή) fue la hija de Basilio, emperador de Trebisonda, e Irene de Trebisonda. Hermana de Teodora, Juan y Alejo, quién después sería el emperador Alejo III.
En agosto de 1352 se casó con Qutlugh bin Tur Ali, el emir de los turcos Amitiotai (los turcomanos de Amida). Su matrimonio fue parte de una política de matrimonios mixtos entre las princesas de Trebisonda con gobernantes extranjeros, especialmente con los emires musulmanes, implementado por Alejo III con el fin de garantizar la integridad territorial del imperio por medio de la diplomacia.
María de Trebisonda y Qutlugh bin Tur Ali fueron padres de Kara Yülük Osman, sucesor de su padre en el mando de su tribu y fundador de la federación tribal turcomana de los Aq Qoyunlu.
Después de su matrimonio, se dice que María visitó dos veces Trebisonda, el 22 de agosto de 1358 y el 14 de julio de 1365, acompañada por su esposo. En su última visita, los dos fueron honrados por Alejo III. No hay más evidencia sobre ella después de eso.